# The Beano

Logo du Beano en 2012.

The Beano est un hebdomadaire britannique de bande dessinée pour enfants publié par D. C. Thomson & Co. depuis juillet 1938. C'est l'un des plus anciens hebdomadaires de bande dessinée encore publiés, derrière Il Giornalino (it) (1924), Le Journal de Mickey (1934) et Spirou (avril 1938), et c'est le plus vieux au Royaume-Uni. 
Des séries comme Lord Snooty (en), Biffo the Bear (en), Dennis the Menace (en), Minnie the Minx, Little Plum, The Bash Street Kids, Roger the Dodger (en), Billy Whizz (en)] ou Ball Boy (en) ont marqué des générations d'enfants du monde britannique. Dans les années d'après-guerre, à son apogée, le magazine était vendu à plus d'un million d'exemplaires, tout en restant un peu moins populaire que l'autre hebdomadaire de D. C. Thompson, The Dandy (en) (1937-2012). S'il reste au XXIe siècle le « plus populaire des périodiques de bande dessinée britannique », ses ventes ne s'élevaient plus en 2011 qu'à 38 000 exemplaires.

## Documentation
- (en) Morries Heggie et Christopher Riches, The History of Beano. The Story so Far, Waverly Books, 2008.  (ISBN 9781902407739)
- (en) Mario Ledwith, « Britain's oldest comic The Dandy faces closure after 75 years as sales fall to just 8,000 a week », The Daily Mail, 14 août 2012.